# Adolf Hitler en la cultura popular

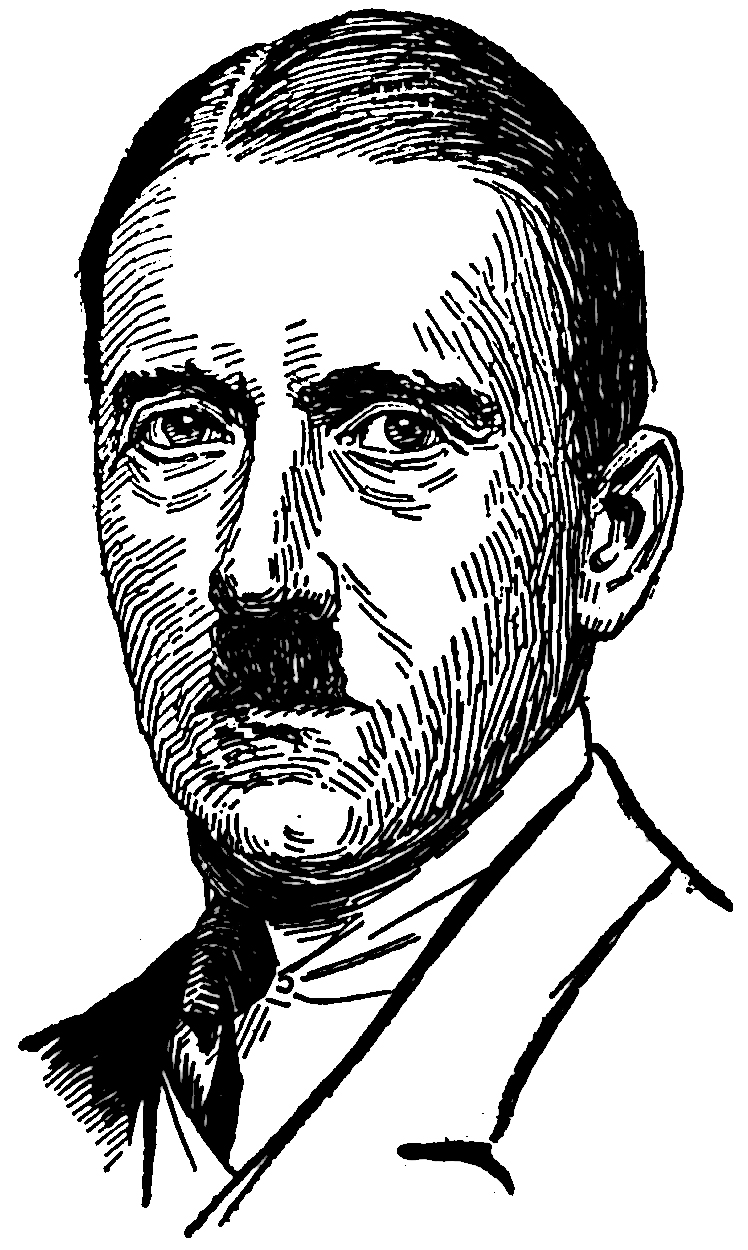
Caricatura de Hitler creada en 1923.

Adolf Hitler (20 de abril de 1889-30 de abril de 1945) fue el líder del Partido Nacionalsocialista Obrero Alemán y Führer del Tercer Reich Alemán desde 1933 hasta 1945.
A lo largo de su vida y después de su muerte, Hitler ha sido referenciado y parodiado de varias maneras en todos los medios de comunicación y culturales 

## Representaciones

### Durante su vida
De él se han hecho numerosas obras musicales y literarias inspiradas en su figura.
Dentro de Alemania, Hitler ha sido descrito como un dios amado y respetado por su pueblo, por ejemplo, en El triunfo de la voluntad, película coproducida por Hitler. Con Das Testament des Dr. Mabuse se hizo una excepción tras ser censurada por el Ministerio Nazi de Propaganda. La mayoría de críticos han considerado la descripción de Fritz Lang de un maníaco homicida en un imperio criminal sin los muros de un asilo criminal que bien podía ser la alegoría de la ascensión del nazismo en Alemania. [cita requerida] Otro ejemplo de una descripción críptica es la obra de 1941 de Bertolt Brecht, Der aufhaltsame Aufstieg des Arturo Ui, donde Hitler es descrito en el personaje principal, Arturo Ui, un mafioso de Chicago dedicado a la extorsión de la venta de la coliflor donde es salvajemente satirizado. Brecht era de nacionalidad alemana, cuando los nazis llegaron al poder, no dudó en expresar su oposición al régimen nacionalsocialista y a los movimientos fascistas que se estaban añadiendo en muchas de sus obras.

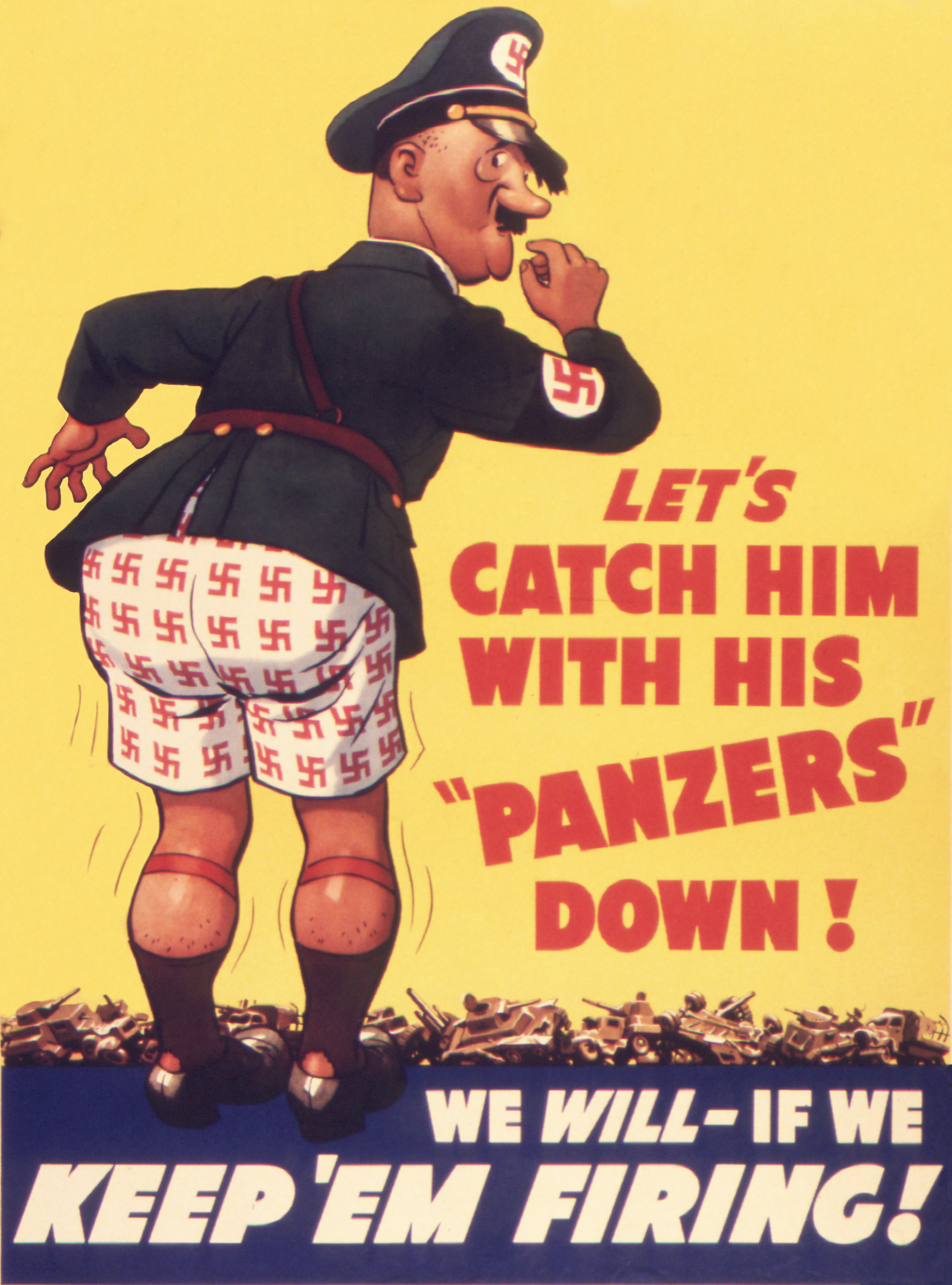
Carícatura de Hitler creada durante la II Guerra Mundial, en ella se ve a Adolf Hitler con los pantalones bajados mostrando sus calzoncillos con esvásticas y rodeado de tanques.

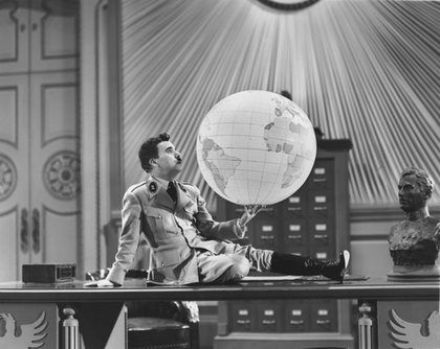
Charlie Chaplin como dictador en El gran dictador.

Fuera de Alemania, Hitler ha sido descrito como un maníaco o hazmerreír. Existen muchos ejemplos notables en las películas contemporáneas hollywoodienses. En varios cortometrajes de Los tres chiflados, el primero vino con You Nazty Spy! siendo la primera producción en la que se satirizaba la figura del dictador y a los nazis, en este filme, Hitler estuvo representado por Moe Howard. Este cortometraje en particular profundizaba en los intereses personales que se ocultaban tras el alzamiento de Hitler al poder, en esta se ilustraba los desacuerdos políticos entre Hitler y la Sociedad de las Naciones. En otro cortometraje, Hitler es mencionado como "Schicklgruber" en alusión al nombre de nacimiento de su padre. Charlie Chaplin también llegó a parodiar al Führer bajo el personaje de Adenoid Hynkel, dictador de Tomainia en su película El gran dictador siendo esta una de las parodias de Hitler más recordadas de todos los tiempos.
Sobre todo, durante la Segunda Guerra Mundial ha sido caricaturizado en numerosos cortos animados, entre los que se encuentra Der Fuehrer's Face producción propagandística de Disney protagonizada por el Pato Donald y Herr Meets Hare con Bugs Bunny. Sin embargo, la primera aparición de Hitler en un corto animado de Warner Bros. fue en Bosko's Picture Show en 1932 en una escena donde Hitler aparecía persiguiendo a Jimmy Durante con un hacha. George Grosz dibujó Cain, or Hitler in Hell en donde se mostraba a un muerto atacando a Hitler en el infierno. El artista del fotomontaje John Heartfield utilizó de manera frecuente la imagen de Hitler como objeto de su sátira durante el tiempo de vida del Führer. En la película de Fritz Lang, Man Hunt, estrenada en los cines estadounidenses antes de la guerra, Hitler es visto como el objetivo de un francotirador británico con su rifle. En Ser o no ser de Erns Lubitsch (al igual que en el remake de Mel Brooks), un actor de un grupo polaco imita a Hitler para ayudar al grupo a escapar a Inglaterra. En las primeras escenas de Ciudadano Kane, Charles Foster Kane es descrito como un apoyo que acusa a Hitler.
Aparte de las producciones de Hollywood, Hitler también ha hecho aparición en varios cómics de superhéroes, los cuales combaten al Führer de forma directa o indirecta en varias publicaciones durante la Segunda Guerra Mundial. Entre los superhéroes que se enfrentaron a Hitler se encuentran: Superman, Capitán América, The Shield y Namor, en cuanto al aliado de Hitler se encuentra el archinemesis del Capitán América, Red Skull, establecido como aprendiz del propio dirigente alemán.
En cuanto a la música, Hitler ha sido objeto de mofa en varios temas folclóricos como Stalin Wasn't Stallin' o modificar las letras de antiguas canciones para crear canciones como Hitler Has Only Got One Ball con la melodía de la Marcha del Coronel Bogey.

### Tras su muerte
Después de su muerte, continuó siendo descrito, pero esta vez cómo alguien torpe o incompetente. No obstante, las políticas antisemitas de Hitler ya eran conocidas cuando aún estaba vivo, pero fue en el momento de su muerte cuando se dieron a conocer las atrocidades cometidas durante el holocausto. Aquellos sucesos no le dieron ni un respiro y en la cultura popular ya se le describía como el mal personificado.
Existen dos ejemplos notables de películas en las que se describe los primeros años de Hitler y su alzamiento al poder. La película de 2002, Max protagonizada por Noah Taylor como Hitler durante sus días de artista fracasado en Múnich justo antes de la Primera Guerra Mundial. John Cusack interpreta al personaje homónimo, un judío marchante de arte que hace costado a un joven Hitler hasta que descubre lo agresivo que se está volviendo tras alistarse en el emergente partido NSDAP siendo un portavoz antisemita. En Hitler: El reinado del mal, Robert Carlyle describe de manera semificticía desde su infancia hasta su promoción como Führer y Reichskanzler, completando así su ascenso al poder dictatorial y totalitario en Alemania.
En 1999, la película Molokh, dirigida por Alexander Sokurov se representa la vida de Hitler en su residencia cerca de Berchtesgaden durante la guerra.
Sus últimos días han sido descritos en varias películas, una de ellas fue Der Letzte Akt dirigida por Georg Wilhelm Pabst; la siguiente fue en la quinta y última temporada de la serie soviética Osvobozhdenie de Yuri Ozerov y protagonizada por Fritz Diez (actor que siempre ha interpretado a Hitler en numerosas películas de la Alemania del Este). En 1973, una productora británica realizó una película para televisión: The Death of Adolf Hitler protagonizada por Frank Finlay, y Hitler: The Last Ten Days dirigida por Ennio de Concini. En las televisiones estadounidenses se estrenó The Bunker, dirigida por George Schaefer y protegonizada por Anthony Hopkins. Finalmente la Academia nominó Der Untergang, película dirigida por Oliver Hirschbiegel y protagonizada por Bruno Ganz como Hitler. De manera similar se describió su figura en su última hora en el búnker, el cortometraje Hundert Jahre Adolf Hitler - Die letzte Stunde im Führerbunker de Christoph Schlingensief no se puede considerar un remake de películas anteriores en el sentido exacto. En 2011 una polémica producción india, Dear Friend Hitler, evoca un contacto epistolar de Mahatma Gandhi con Hitler, en procura de apaciguarlo.
Otros ejemplos de representaciones sobre Hitler son las comedias, como las producciones de Mel Brooks, una de ellas es Los productores en donde aparecía una satírica obra llamada Springtime for Hitler donde se incluía a varios nazis bailando y canciones sobre la conquista de Europa. Más tarde haría la película La loca historia del Mundo donde Hitler aparecía patinando en una escena llamada "Hitler on Ice". Hitler también fue representado en la película Valkiria donde la trama se centra en el atentado sufrido en 1944 contra su vida.
“Hotel Berlín 1933”, es otro espectáculo teatral donde Hitler aparece sonriente rodeado de soldados de la SA y caminando entre el público. Pablo Sodor (su autor) recibió por esta escena numerosas críticas (favorables y de las otras).
Hitler también ha sido retratado en películas experimentales. Una de ellas fue Hitler, ein Film aus Deutschland de 442 minutos de duración dividida en cuatro segmentos dirigida por Hans-Jürgen Syberberg. La misma fórmula fue utilizada en The Empty Mirror dirigida por Barry J. Hershey donde se especulaba sobre que pasaría si Hitler hubiese sobrevivido a la Segunda Guerra Mundial donde a día de hoy se sometería a un psicoanálisis organizado por Sigmund Freud.

## En la ficción

### Literatura

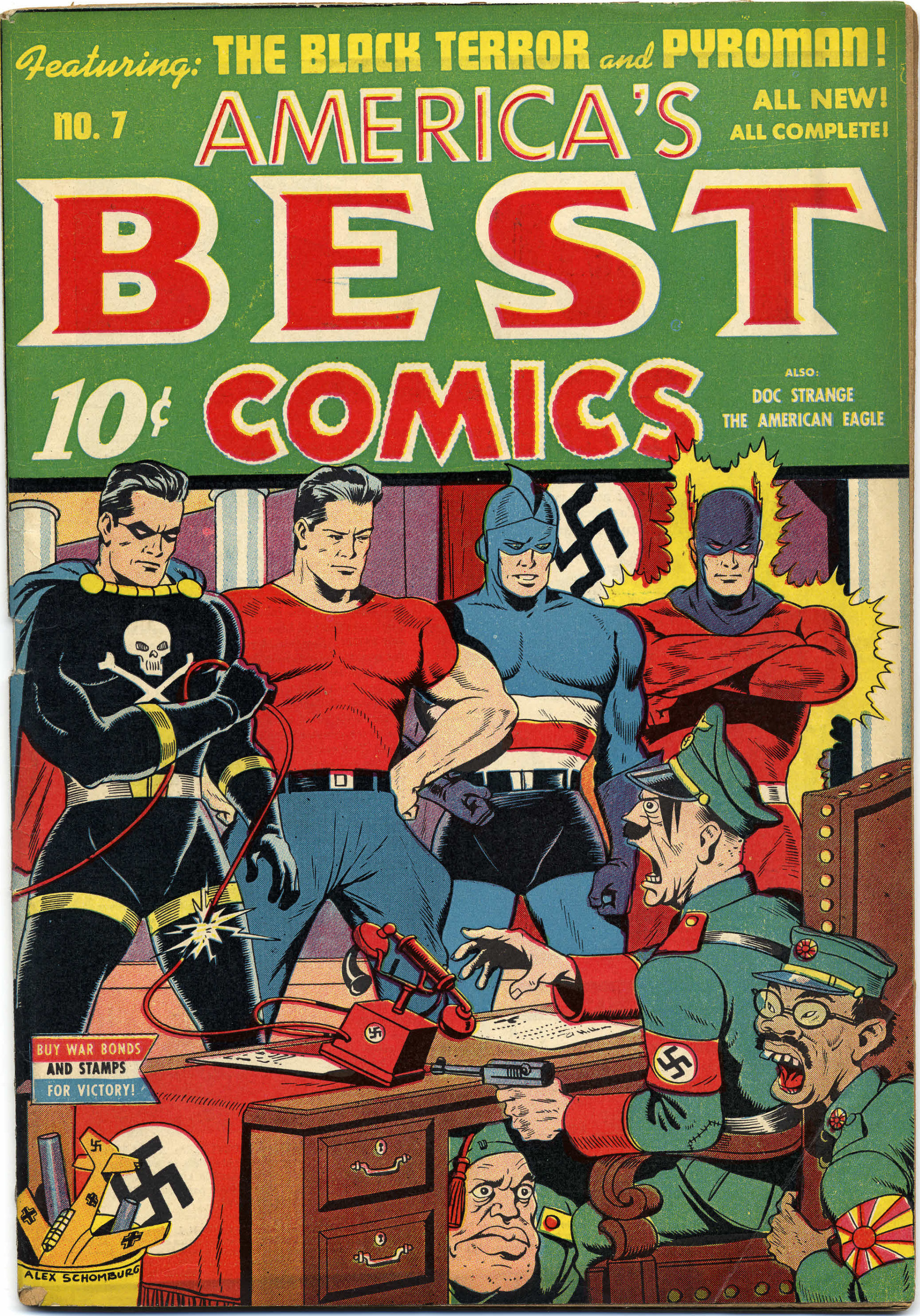
Portada de la revista Best Comics del año 1943, donde se ve a Hitler y sus aliados atemorizados ante la llegada de los superheroes.

- Hitler's Niece (Ron Hansen): Historia de ficción donde se explica en paralelo su encumbre hasta el poder desde los años 20 hasta los 30 y su relación con su sobrina, quien se cree también que era su amante secreta.
- El hombre en el castillo (Philip K. Dick): Historia alternativa cuando Hitler, tras la Segunda Guerra Mundial, fue confinado a un asilo para enfermos mentales luego de contraer sífilis y su puesto fue ocupado por Martin Bormann y posteriormente Joseph Goebbels y posiblemente Reinhard Heydrich.
- Settling Accounts (Harry Turtledove): Historia alternativa de la colección Timeline-191, donde Hitler sigue siendo cabo del Ejército alemán tras la victoria del II Reich en la Primera Guerra Mundial, por otro lado, Jake Featherston es el dictador de los Estados Confederados de América ejerciendo un rol similar al del Führer durante su mandato.
- The Portage to San Cristóbal of A.H. (George Stainer): Novela controvertida donde Hitler sobrevive al final de la guerra y huye al Amazonas donde es encontrado y entrenado por un grupo de cazanazis convirtiéndose en benefactor de los judíos.
- El séptimo secreto (Irving Wallace): Hitler y Eva Braun sobreviven a la guerra gracias a una doble identidad tras usurpar la identidad de dos víctimas del nazismo asesinados por Martin Bormann.
- The Shadow in the Glass (Stephen Cole y Justin Richards): Novela Spinn of del Doctor Who. El Sexto Doctor y el Brigadier Lethbridge-Stewart descubren la existencia del Cuarto Reich liderado por el hijo de Hitler, Eva Braun tiene que esconder su nacimiento y comete dos asesinatos en lugar de su lugar.
- The Berkut: Se ha descubierto que Hitler fingió su propia muerte después de recrear un elaborado engaño haciéndole parecer como si tuviera enfermedad de Parkinson. Finalmente huye de Berlín con la ayuda de un coronel de las SS y trasladado a Rusia donde es descubierto por unos agentes secretos. Tras la muerte de Stalin, Hitler es ejecutado.
- The Boys from Brazil: Hitler conspira con Josef Mengele para clonarse asimismo antes de su muerte. Con la sangre del Führer, comienza un proyecto en los años 60 para clonar a varios Hitler y distribuirlos por todo el mundo. En el siglo XXI consigue establecer un Cuarto Reich.
- Diarios de Hitler: En 1983, la revista Stern publicó en Alemania sus supuestos diarios tras ser hallados.

### Teatro
Hitler apareció en los escenarios mediante una obra de Yukio Mishima en Japón, donde dirigió su obra Tonari no Hitora detallando la Noche de los cuchillos largos. Por otro lado, el húngaro George Tabori escribió una comedia llamada Mein Kampf representando a Hitler como un joven pobre que llega a Viena buscando la oportunidad de convertirse en artista. El argentino Pablo Sodor sorprende en el 2004 con su obra Hotel Berlin 1933, donde sienta a Hitler y los SS entre el público.
En The Dead of Night de Stanley Eveling Hitler aparece como un personaje minoritario

### Películas
Varias películas de culto han representado a Hitler.
- El hundimiento (2004), interpretado por Bruno Ganz.
- Hitler: El reinado del mal (TV) (2003), interpretado por Robert Carlyle.
- Valkyrie (2008), interpretado por David Bamber.
- Apocalipsis: El ascenso de Hitler (La seducción del poder) (Miniserie de TV)
- Hitler: Los últimos diez días (1973)
- El oscuro carisma de Adolf Hitler (Documental de 2012)
- El bunker (1981), interpretado por Anthony Hopkins.
- Inside The Third Reich (1982) Película para TV centrada en la vida del arquitecto y ministro Albert Speer, interpretado por Derek Jacobi.
- Countdown to War
- Indiana Jones y la última cruzada: Indiana Jones, interpretado por Harrison Ford lucha contra una subdivisión del partido nazi que intentan hacerse con el Santo Grial, el protagonista intenta salvar el diario (que contiene información sobre el Grial) de su padre de la quema de libros, allí se encuentra con Hitler, que desconoce la importancia del libro.
- Ha Vuelto: (2015). Hitler despierta en el año 2014 y es confundido por un comediante famoso. Interpretado por Oliver Masucci. .
- Los niños del Brasil (1978) Se centra en unos fugitivos nazis que pretenden clonar y multiplicar a Hitler.
- Los productores: Dos empresarios teatrales deciden producir un musical de Broadway sobre Hitler con la intención de que fracase.
- Moloch (1999) Describe 24 horas de la vida personal del Führer. Fue galardonada al mejor guion en el Festival de Cannes.Interpretado por Leonid Mozgovoy.
- They Saved Hitler's Brain: Es una película de ciencia ficción donde unos oficiales nazis extraen el cerebro latente de Hitler y lo esconden en un ficticio país sudamericano llamado Mandoras.
- Fukkatsu no fusion!! Gokū to Vegeta: Película derivada de Dragon Ball, Hitler escapa del infierno e intenta someter la ciudad ante su control, enseguida es vencido por Gotenks. En el doblaje en inglés es referido cómo "El Dictador".
- Fullmetal Alchemist: Conquistador de Shamballa: Es una película derivada de la serie Fullmetal Alchemist, La trama de la película está ambientada en 1923 donde los alquimistas tratan de impedir que Hitler se haga con el poder, el año en el que se ambienta la película coincide con el frustrado golpe de Estado con el que Hitler quería hacerse con el poder.
- Little Nicky: Hitler aparece en el infierno vestido de criada al estilo de Lolita cómo castigo por sus crímenes, su castigo, aparte de ir vestido de esta forma, debe someterse a que le metan piñas por vía rectal. Al final de la película aparece en la misma situación, solo que en vez de la piña, le meten por el mismo sitio a dos de los personajes principales de la película atrapados en una botella.
- Inglourious Basterds: Dos miembros de los "Bastardos" planean matar a Hitler mientras asiste a la opera en la Francia ocupada.
- El clon de Hitler: La leyenda que dice que durante la Segunda Guerra Mundial los alemanes experimentaron con fetos y células madre humanas y lograron el viejo sueño de la vida eterna para Adolf Hitler, por lo menos a través de copias genéticamente iguales, que quizás con una educación y experiencias similares a las vividas por el Führer podría, al cabo de unos años, reclamar el trono que los Aliados le arrebataron. Según los archivos secretos del Mossad una de esas copias pudo haber nacido en México.
- Capitán América: el primer vengador: La versión Hitler del Universo Cinematográfico de Marvel (según el científico judioamericano Abraham Erskine) está interesado en el misticismo y ocultismo justo como dicen los rumores, al igual que uno de sus subordinados apodado como Red Skull, pero Erskine dice que la única diferencia de este punto de vista es que Hitler utiliza esas fantasías como propaganda hacia sus seguidores, mientras Skull creen que los mitos antiguos son reales y los utiliza de forma científica en vez de sobrenatural.
- Jojo Rabbit: (2019) Un niño alemán de 10 años durante la Segunda Guerra Mundial, tiene como amigo imaginario a Adolf Hitler. Interpretado por Taika Waititi.

### Series de TV
- South Park: Hitler ha sido referenciado en varios episodios, por ejemplo The Passion of the Jew. Otras tramas se centran en Cartman quien pretende ser Hitler (al que ve cómo su ídolo, en Haz el Amor, No el Warcraft dice en una frase "Si pudieses viajar atrás en el tiempo y detener a Hitler, obrarías correctamente?. Yo personalmente, no lo haría, porque pienso que es un tío impresionante, pero..."), en Pinkeye se disfraza de él durante Halloween. En el episodio El Gran Tetaje, Cartman tiene un póster del Führer en su ático. En Mr. Hankey's Christmas Classics aparece Hitler cantando en el infierno el villancico O Tannenbaum.
- Monthy Python: Hitler ha aparecido en varios sketches junto con sus amigos Ribbentrop y Himmler en una casa de Somerset siendo presentado a otros invitados para la reunificación de Taunton y Minehead. [cita requerida]

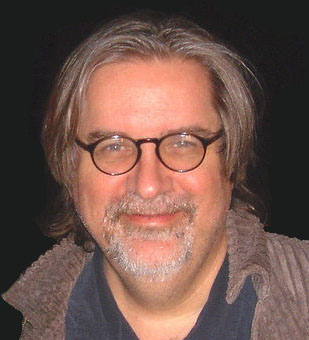
Matt Groening, creador de Los Simpsons. Serie que ha caricaturizado la imagen del Führer.

- Los Simpsons: Hitler ha aparecido en varios episodios, en Rosebud se le puede ver desde su búnker soportando los bombardeos sobre Berlín y echándole la culpa a un oso de peluche (por hacerle perder la guerra) propiedad de Montgomery Burns que este último extravió. En Raging Abe Simpson and His Grumbling Grandson in "The Curse of the Flying Hellfish", Abraham Simpson recuerda cuando combatió en la Segunda Guerra Mundial como sargento e intentó matar a Hitler, pero erró por culpa de Montgomery Burns quien estaba jugando al tenis, la pelota desvió la mirilla del rifle fallando el disparo. En Bart vs. Australia se sugiere que Hitler sigue vivo y que actualmente reside en la Argentina, cuando Bart realiza llamadas internacionales aleatorias, el propio Führer le coge el teléfono sin recibir respuesta. En Viva Ned Flanders, Homer descubre que Barney Gumble nació el mismo día que Hitler.
- Futurama: Existen varias referencias. En el episodio A Clone of My Own, al Profesor Hubert Farnsworth, el público le considera hipócrita por estar a favor de salvar el cerebro de Hitler, sin embargo cree que trasplantarle el cerebro a un tiburón blanco es "ir demasiado lejos". En The Honking, Calculon dice que el Proyecto Satán se construyó con los trozos malignos de todos los coches que usaron la gente malvada, incluyendo las llantas del coche de Hitler. En I Dated a Robot, un hombre se convierte de manera súbita en Hitler parodiando el episodio The Man in the Bottle de la serie de televisión DThe Twilight Zone.
- DAAS Kapital: El grupo Doug Anthony All Stars interpretan su canción Mexican Hitler al igual que uno de los personajes sufre alucinaciones tras ver una versión mexicana de Hitler. [cita requerida]
- Bottom: Uno de los personajes principales se llamaba "Edward Elizabeth Hitler". Tras preguntarle si guarda algún lazo familiar con Adolf Hitler, Edward responde que en una ocasión pudo haber sido su madre.
- Heil Honey I'm Home!: Fue una serie cómica británica al estilo de los 50 sobre Hitler y Eva Braun, quienes residen en una zona suburbana que comparte vecindario con unos vecinos judíos. La primera temporada constaba de 8 episodios, pero tan solo se emitió 1 debido al mal gusto del programa tanto para los televidentes como para los ejecutivos de la serie.

- Padre de familia: Hitler es un personaje recurrente en la serie y ha sido referenciado de maneras bastante surrealistas, tan solo en una ocasión se ajustaba a la realidad: En 8 Simple Rules for Buying My Teenage Daughter, cuando Hitler y Braun estaban en el búnker retándose a ver quien se tragaba primero la pastilla de cianuro. En Death Has A Shadow se puede ver a un Hitler acomplejado por su aspecto físico en un gimnasio mientras que a su alrededor hay un judío musculoso con dos mujeres, pudiendo ser esa la razón de su odio hacía los judíos. En Holy Crap aparece en el infierno junto con otros criminales. En el episodio Death Is a Bitch, la muerte le explica a Peter cómo sería el mundo si Hitler siguiera vivo, cómo ejemplo le muestra presentando un talk show donde entrevista a Christian Slater, más tarde aparece un subtítulo en alemán: "213-DU WIRST EINE KRANKENSCHWESTER BRAUCHEN!" (213-NECESITARÁS UN MEDICO!"). En Believe It or Not, Joe's Walking on Air aparece en un flashback montando en un monociclo mientras hace malabarismos con pescados después de que Cleveland declarara no gustarle los programas que interrumpen la trama para meter cualquier tontería (en clara referencia a Padre de familia y sus flashbacks aleatorios), en otra escena del mismo episodio regresan al flashback para que Peter le pegue dirigiéndose a los televidentes con que "Lo tenían planeado desde el principio". En Untitled Griffin Family History, Hitler aparece cómo tío lejano de Peter, el cual ponía de los nervios al Führer. En Road to Germany,  Stewie y Brian viajan a la Alemania Nazi y este primero se disfraza de Hitler para robar plutonio hasta que son descubiertos por el propio Hitler, el cual se ofrece a perdonarles la vida si bailan una melodía. En 420 se muestran imágenes reales del Führer dando un discurso ante su pueblo, pero con el audio doblado para promover una campaña contra la marihuana, Peter, quien dobla a Hitler hace mención de las víctimas del holocausto al decir que se le ocurrió la idea de matar a 6 millones de judíos mientras se estaba fumando un porro, al final del video también hace mención de la invasión a Francia, por otro lado Carter le comenta que la FOX tiene los derechos de imagen del Führer y no desean que le difamen. En No Meals on Wheels, Peter instala en su jardín un espantapájaros con la cara de Hitler al cual llama "Espanta judíos" harto de que Mort le gorronee las cosas.
- The Twilight Zone: Durante varios episodios, Hitler ha hecho aparición. En He's Alive, el espíritu de Hitler sirve de inspiración a un neonazi. En The Man in the Bottle, un genio accede a concederle a un hombre, cuatro deseos, el cual le pide promocionar en la vida y ser poderoso, pero descubre que se ha convertido en el propio Hitler y que está en la Segunda Guerra Mundial, cuando de pronto un oficial de las SS le hace entrega de una botella de cianuro diciéndole "para usted y la Sra Braun". Atemorizado, aprovecha su último deseo para pedirle que todo vuelva a ser cómo antes. Un viajero del tiempo intenta alterar el pasado de varias maneras en No Time Like the Past, un ejemplo es matar a Hitler en 1939. Otro episodio similar es Cradle of Darkness donde la trama se centra en una viajera del tiempo que retrocede a los tiempos en que Hitler era un bebé. La mujer secuestra al niño y se dirige a un puente donde lo mata y después se suicida. La ama de llaves que les siguió se queda horrorizada contemplando el crimen, pero no se lo comunica a los padres del lactante fallecido por miedo a represalias, más tarde soborna a una mujer sin techo para que le venda su hijo y es reemplazado por el niño fallecido sin que se den cuenta sus parientes, al crecer, acaba convirtiéndose en el Hitler que todo el mundo conoce.
- La Liga de la Justicia: Hitler ha aparecido en un episodio dividido en tres partes titulado: The Savage Time donde es criogenizado por Vandal Savage quien acaba de descubrir cómo ganar la guerra. Cuando la Liga de la Justicia le detiene, Hitler es descongelado y restituido como dictador de Alemania.
- Code Monkeys: Al igual que en La Liga de la Justicia, Hitler es criogenizado y mantenido en secreto por su familia. Dave y Black descongelan a Hitler por accidente.
- El Crítico: En el episodio Dial "M" for Mother, Jay Sherman es comparado por la audiencia cómo alguien peor que Hitler, la audiencia declara que Sherman "no es cálido ni afectuoso".
- Goleadores: Serie peruana de 2014 que se centra en el mito popular del país inca donde supuestamente la selección peruana fue eliminada del fútbol en los Juegos Olímpicos de 1936 por órdenes del mismo Hitler al considerarlos una raza inferior que no podía clasificar a semifinales, por lo que este personaje es uno de los principales protagonistas de la serie y se lo ve seguidamente conversando constantemente con Joseph Goebbels acerca de la problemática con los peruanos y las artimañas que deben hacer para eliminarlos del campeonato.

Hitler también ha aparecido en otras series: Aqua Teen Hunger Force, Histeria, Enano Rojo, ¡Oye, Arnold! y El chapulín colorado

## Internet

### Las parodias de Hitler en YouTube
Clips parodias de la película Der Untergang (2004) han proliferado en Youtube y otros sitios de videos. Estas parodias generalmente están hechas a partir de la escena donde Hitler se entera de que Steiner no había sido capaz de cumplir sus órdenes, reaccionando con una rabieta ante sus generales. En general, las parodias están constituidas por escenas originales de la película, a las que se le cambiaron los subtítulos en inglés, por otros no relacionados con los originales; en su mayoría para hacer que Hitler exprese su disgusto hacia eventos de actualidad, o temas de la vida cotidiana. Otra escena muy usada es aquella en que Hitler es informado por Otto Günshe que el SS-Gruppenfuhrer Hermann Fegelein no está en el búnker.
El director de la película habló positivamente sobre las parodias en una entrevista para la revista New York en 2010, sin embargo, Constantin Film bloqueó muchas de ellas en Youtube entre el 21 de abril del 2010 y octubre del mismo año, actualmente se limita añadir anuncios a los vídeos.
La mayoría de las parodias están hechas en inglés, y también tienden a ser las más complejas, incluyendo efectos especiales, historias complejas, animación, videos musicales hechos a partir de la pronunciación del alemán, la introducción de clips, personas y personajes de otras series o películas (como el inspector Clouseau, Mr. Bean, Eduard Khil, Iósif Stalin, Nicolae Ceaucescu, Muhammar Khadafi, etc) y cuyos autores —que se autodenominaron Untergangers debido a su devoción a hacer parodias de Der Untergang— realizan de forma regular, llegando a ser el único tipo de video en sus canales de YouTube en muchos casos. Sin embargo, también se encuentran parodias en otros idiomas, incluyendo el español.
Si bien la conducta de los personajes depende del autor de las parodias, en general se aprecian ciertas regularidades:
- Adolf Hitler es un hombre malhumorado y gruñón que apenas soporta la idiotez de sus generales.
- Eva Braun a veces apoya a Hitler consolandolo y otras uniéndose al lado de Fegelein,  ella pasa tiempo con otros hombres, organizando fiestas, Permaneciendo a la moda, y divirtiéndose en general.
- Willhelm Monhke es el segundo informante de Hitler, debido a su apellido recibe el apodo de «Monkey» (mono en inglés) o «Bonkers», pronunciación de este.
- Hermann Göring es definido como un obeso de proporciones colosales, capaz de comer vivas a personas enteras y destruir el búnker con su diarrea.
- Otto Günsche es el informante con escasa inteligencia, que generalmente se dedica a notificar a Hitler de cosas obvias o sin importancia.
- Hermann Fegelein es el «Maestro de las Bromas», casi todo el tiempo practica en el Führer travesuras que van desde asustarlo con un video de Youtube o mandarle una carta deseándole feliz Hanukkah, hasta atropellarlo con un camión, lanzarlo sin paracaídas de un avión en vuelo, inundar el búnker o manipular el espacio y el tiempo, convertiéndolos a todos en una animación flash.[3][4] Posee grandes conocimientos de electrónica, mecánica y física cuántica entre otras ciencias, a menudo crea sus propias herramientas y cuando lo hace, el nombre tiende a llevar el prefijo «Fegel-»; así, una bomba creada por Fegelein pasa ser una «Fegel-bomba», incluso originando compañías de la misma forma como «Fegel-Air» o «Fegel-Oil».
- Hans Krebs generalmente se muestra como un aficionado a los mapas y a los peces, a menudo siendo llamado "mapófilo" o "piscifílico", tiene gran conocimiento de geografía, pero se enfurece si interrumpen sus explicaciones.
- Wilhelm Burgdorf aparece borracho casi todo el tiempo, siendo un fanático del vodka y muy temperamental. Posee una voz aguda que le llevó a ser un músico exitoso en el universo ficticio de las parodias.
- Alfred Jodl es definido como un calvo protestón y casi siempre se opone a los planes de Hitler, dando su punto de vista y las razones por las que este estaría destinado al fracaso.
- Joseph Goebbels es caracterizado como un zombi, apodado «Skeletor» por los demás ocupantes del búnker. Sus rabietas son casi tan poderosas como las de Hitler.
- Albert Speer es un personaje serio, que usualmente respalda al Führer a la hora de combatir las payasadas de Fegelein, aunque también le proporciona a este último instrumentos para hacer enojar a Hitler.

## Música
- Even Hitler Had a Girlfriend de Mr. T Experience
- Hitler as Kalki de Current 93
- Hitler Has Only Got One Ball, canción satírica británica que cantaban los soldados británicos durante la Segunda Guerra Mundial
- Hitler Was a Sensitive Man de Anal Cunt
- Hitler Was a Vegetarian de The Residents
- Springtime for Hitler de la película The Producers de Mel Brooks
- A Very Little Nazi de Tommy Handley
- Who Is That Man (Who Looks Like Charlie Chaplin)? de Tommy Handley
- Der Fuehrer's Face de Spike Jones
- The Fletcher memorial home de Pink Floyd Aparece en el videoclip jugando con sus juguetes.
- Mr. Hitler Canción blues del cantante estadounidense Leadbelly de 1942
- La voz dormida Canción del grupo de Rock español, Mägo de Oz .

## Videojuegos
- En Wolfenstein 3D, Hitler aparece como un jefe en el último nivel del tercer capítulo del juego. Y en el videojuego de Wolfenstein II: The New Colossus de la misma saga, aparece siendo el director de la película del terrorista Terror Billy, ya que tiene el control de los medios. Las defensas de su cuerpo han bajado debido a su edad avanzada, y parece tenerle odio particular al idioma inglés, ya que aunque lo entiende solo habla en alemán.
- En los videojuegos de Call of Duty, se menciona en numerosas ocasiones.
- En Persona 2 Nyarlathotep toma la imagen y semejanza de Hitler para combatir contra los protagonistas.